# Катаринахиссен

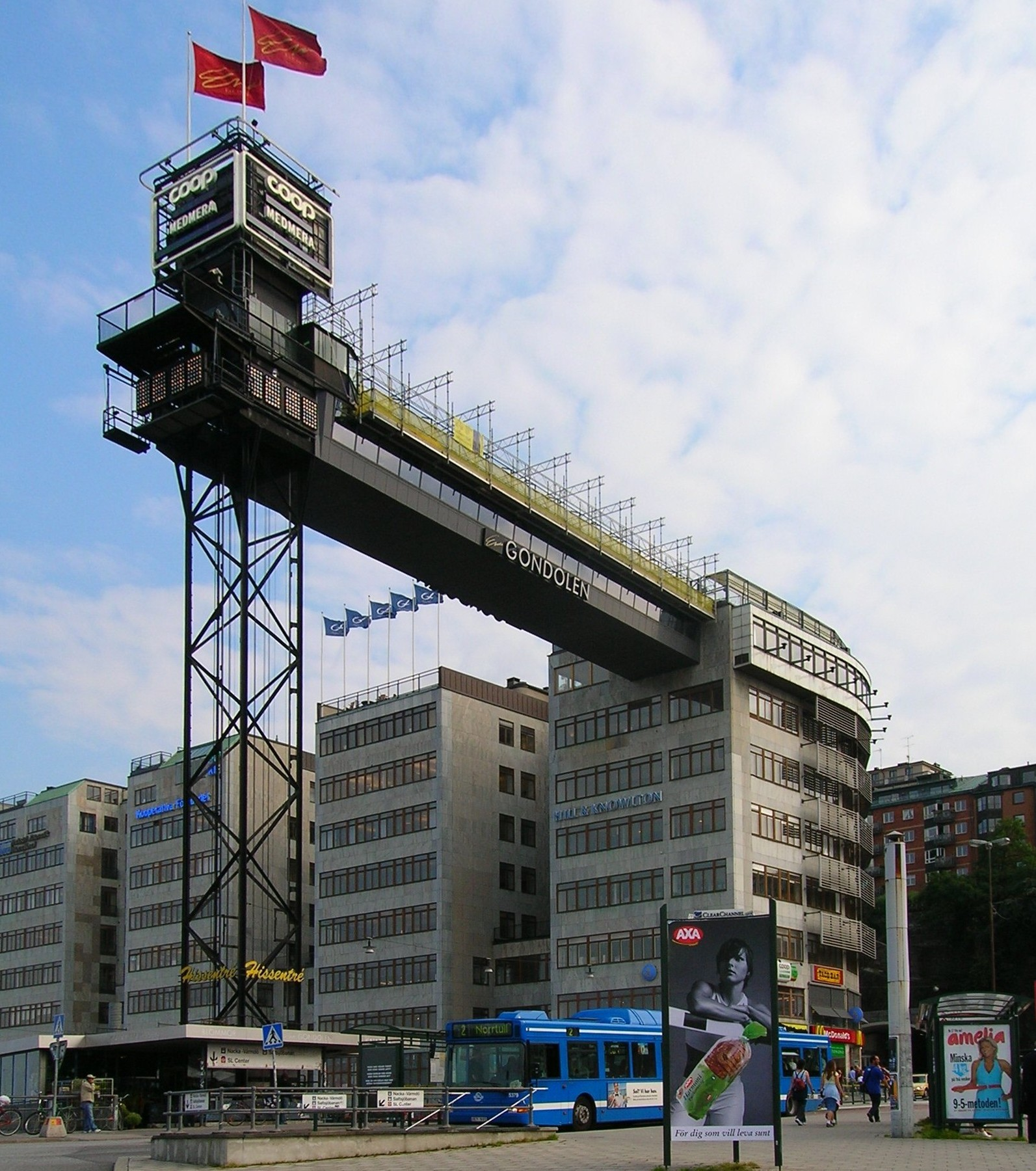
Катаринахиссен

Катаринахиссен (швед. Katarinahissen; лифт Катарины) — подъёмник со смотровой площадкой в стокгольмском районе Сёдермальм, одна из достопримечательностей шведской столицы. С обзорной площадки, расположенной на высоте более 30 м над Слюссеном, открывается обширная панорама Гамластана и прилегающей акватории. Катаринахиссен был построен в 1935 году. На соединительном мосту между подъёмником и офисным зданием находится популярный ресторан «Гондола».